# Cabo Vírgenes
Cabo Vírgenes (engelska: Cape Virgins, Cape Vírgenes) är en udde i Argentina.   Den ligger i provinsen Santa Cruz, i den södra delen av landet, 2 100 km söder om huvudstaden Buenos Aires.
Terrängen inåt land är platt. Havet är nära Cabo Vírgenes österut. Trakten är glest befolkad. Det finns inga samhällen i närheten.
Trakten runt Cabo Vírgenes består i huvudsak av gräsmarker.